# Dangerous Street
Dangerous Street je akční počítačová hra pro osmibitové počítače Atari. V roce 1992 ji naprogramoval Radek Štěrba (Raster).
Hra se inspiruje u hry Commando. Hráč ovládá vojáčka a musí se prostřílet na konec úrovně. Hráč se však musí dostat přes velké množství nepřátel. K dispozici jsou dvě zbraně, kulomet a pancéřová pěst. Hra obsahuje 3 levely, které jsou rozsáhlé a není jednoduché se dostat na konec. V každém levelu má hráč 5 životů obsahujících 99% energie. Hráč se také musí vyhýbat vozidlům, které mu uberou život okamžitě.